# Diallactia incomparabilis
Diallactia incomparabilis är en tvåvingeart som beskrevs av Boris Mamaev 1998. Diallactia incomparabilis ingår i släktet Diallactia och familjen gallmyggor. Inga underarter finns listade i Catalogue of Life.